# Agonit Sallaj
Agonit Sallaj (ur. 14 lutego 1992 w Djakowicy) – albański piłkarz występujący na pozycji obrońcy.

## Kariera klubowa
Sallaj rozpoczął seniorską karierę w 2010 roku w czwartoligowych rezerwach Neuchâtel Xamax, z których rok później został wypożyczony do drugoligowego FC Biel-Bienne. Pierwszy mecz w nowej lidze rozegrał 22 lipca 2011 przeciwko SC Kriens (4:2). Po sezonie 2011/2012 przeszedł do Biel-Bienne na zasadzie transferu definitywnego. W styczniu 2013 został stamtąd wypożyczony do trzecioligowego FC Fribourg, w którym pozostał do końca sezonu 2012/2013.
Następnie pozostawał bez klubu do stycznia 2014, kiedy został zawodnikiem czwartoligowego FC Bulle. W połowie tego samego roku przeszedł do drugoligowego FC Le Mont, w którym spędził sezon 2014/2015. Potem był graczem trzecioligowego Neuchâtel Xamax, w którego barwach w 2017 roku zakończył karierę.
W drugiej lidze szwajcarskiej rozegrał 36 spotkań i zdobył 5 bramek.

## Kariera reprezentacyjna
W reprezentacji Albanii wystąpił jeden raz, 20 czerwca 2011 w przegranym 0:4 towarzyskim meczu z Argentyną.